# 张良弼 (清朝)
张良弼，长安人，清朝政治人物。贡生出身。

## 生平
张良弼曾于雍正十年接替高元崑任福州府知府一职，雍正十一年由鄂善接任。